# Genista tridens
Genista tridens är en ärtväxtart som först beskrevs av Antonio José Cavanilles, och fick sitt nu gällande namn av Dc. Genista tridens ingår i släktet ginster, och familjen ärtväxter. Inga underarter finns listade i Catalogue of Life.

## Bildgalleri

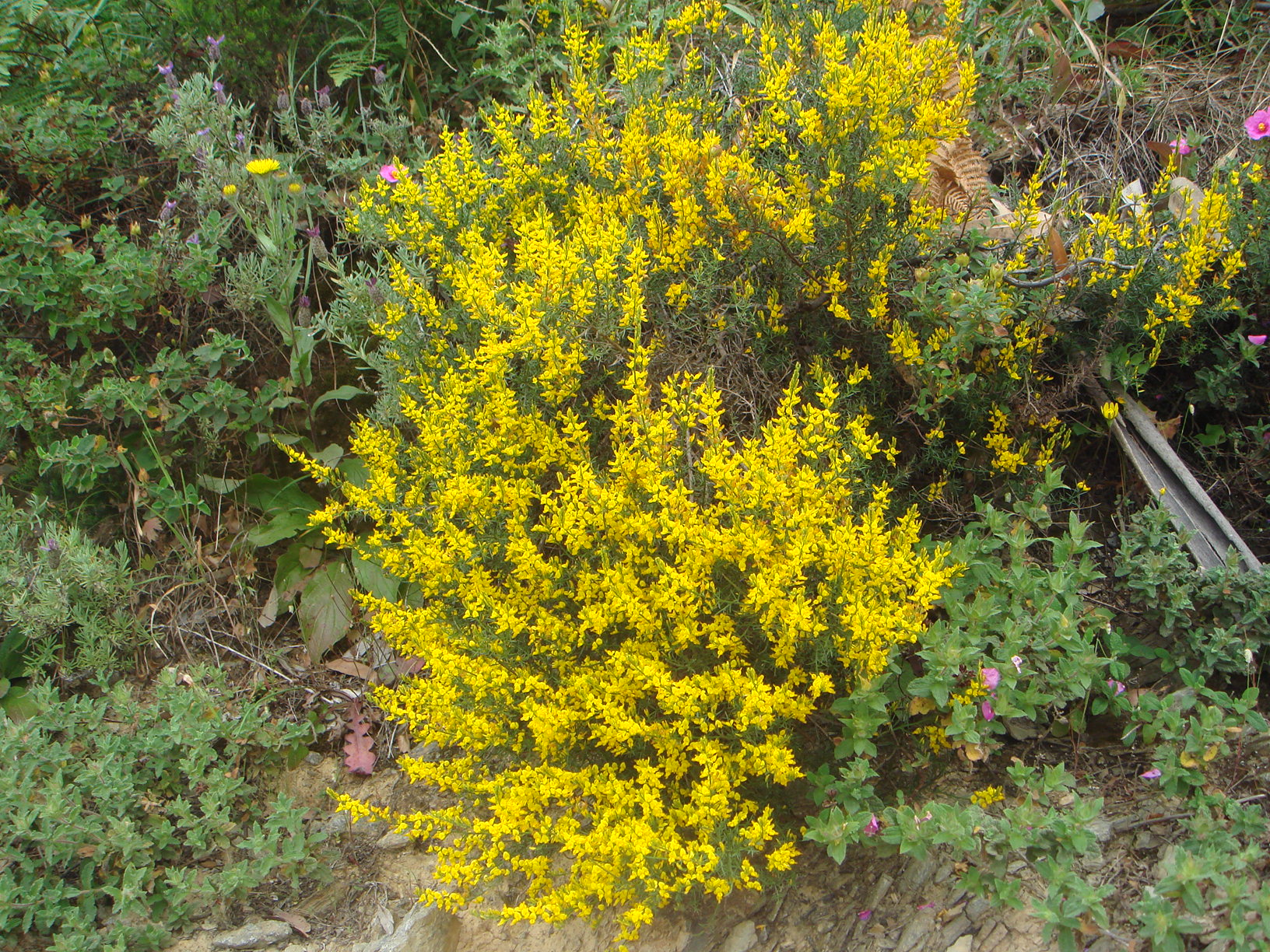
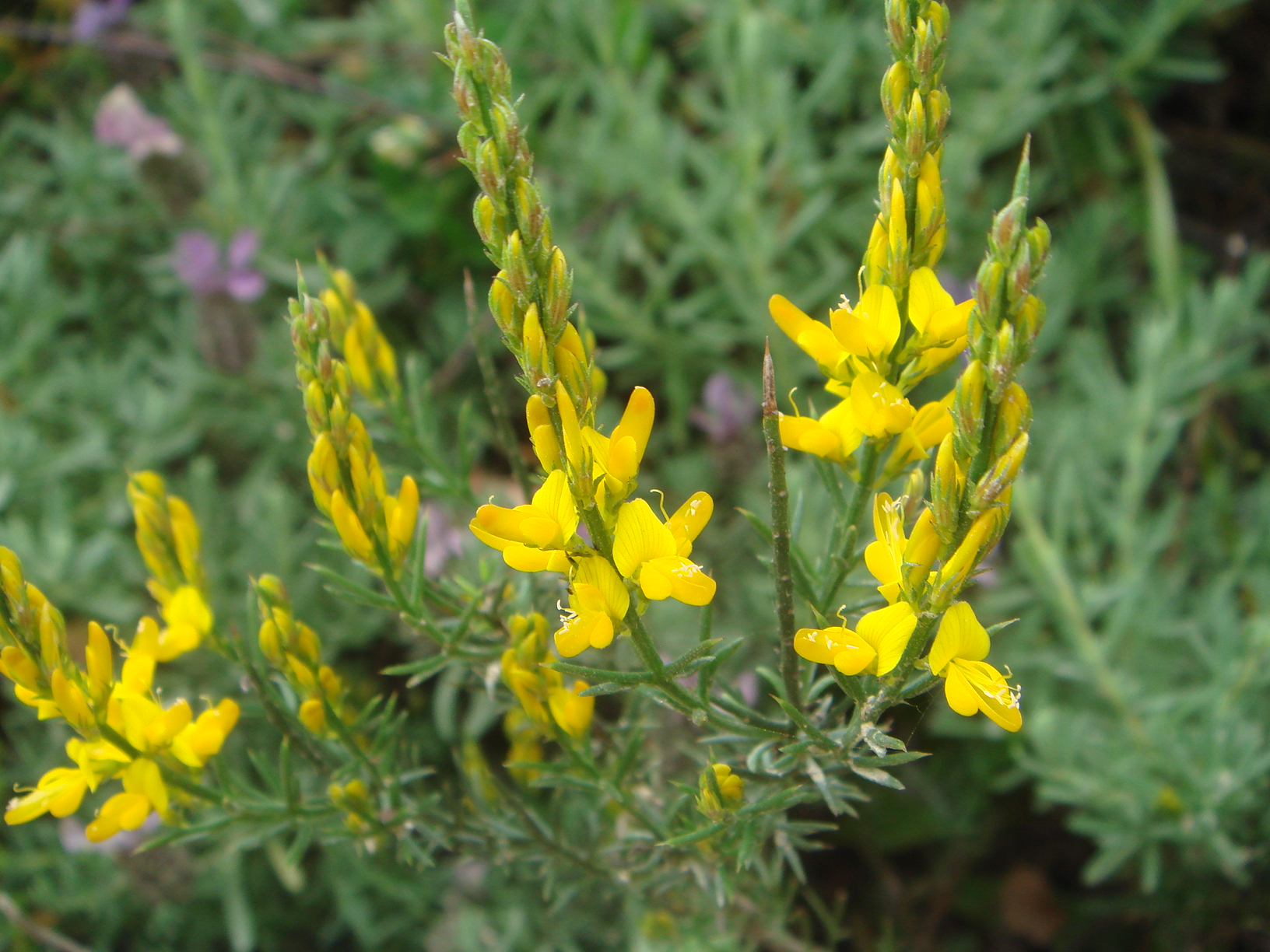
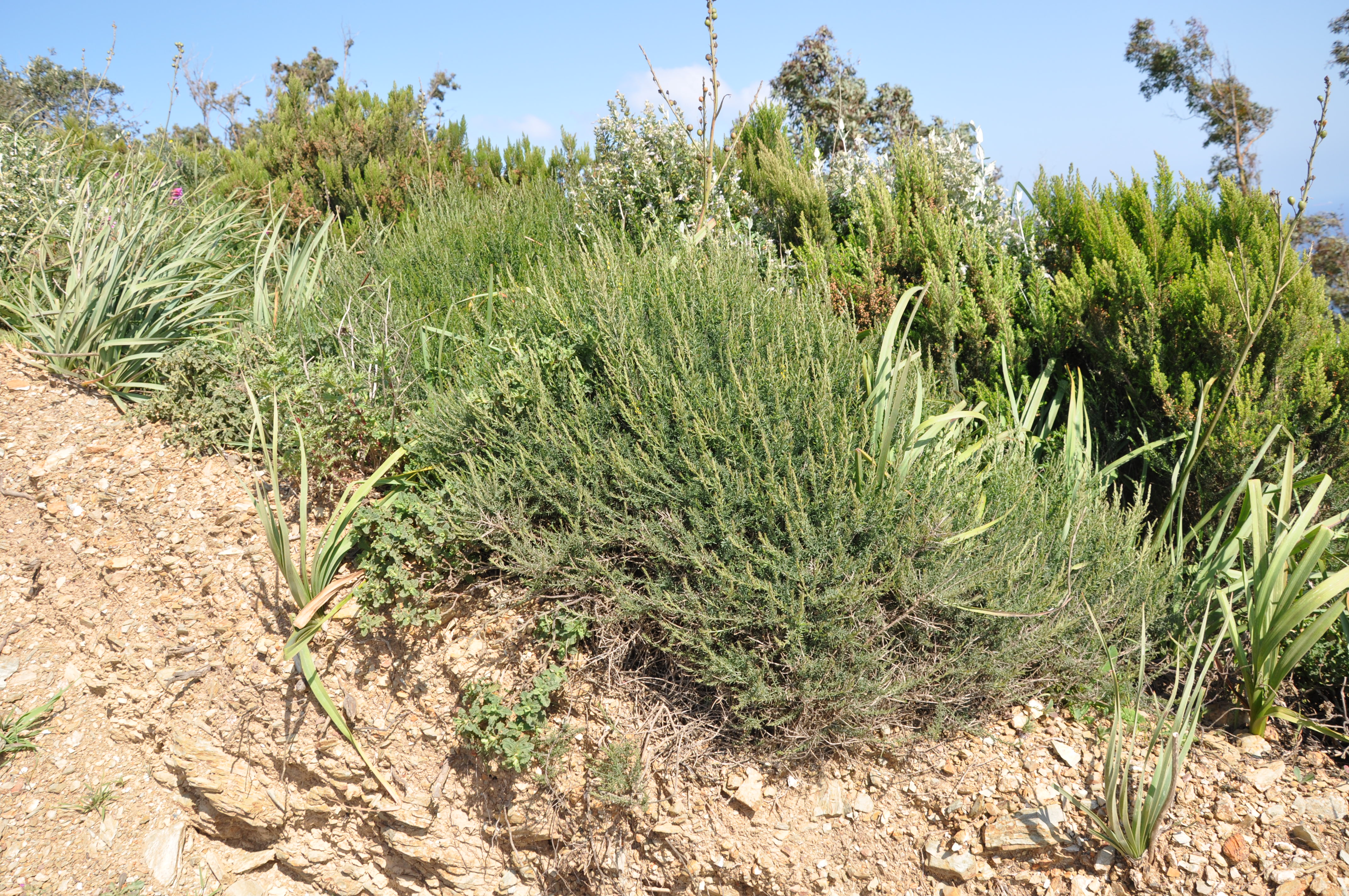
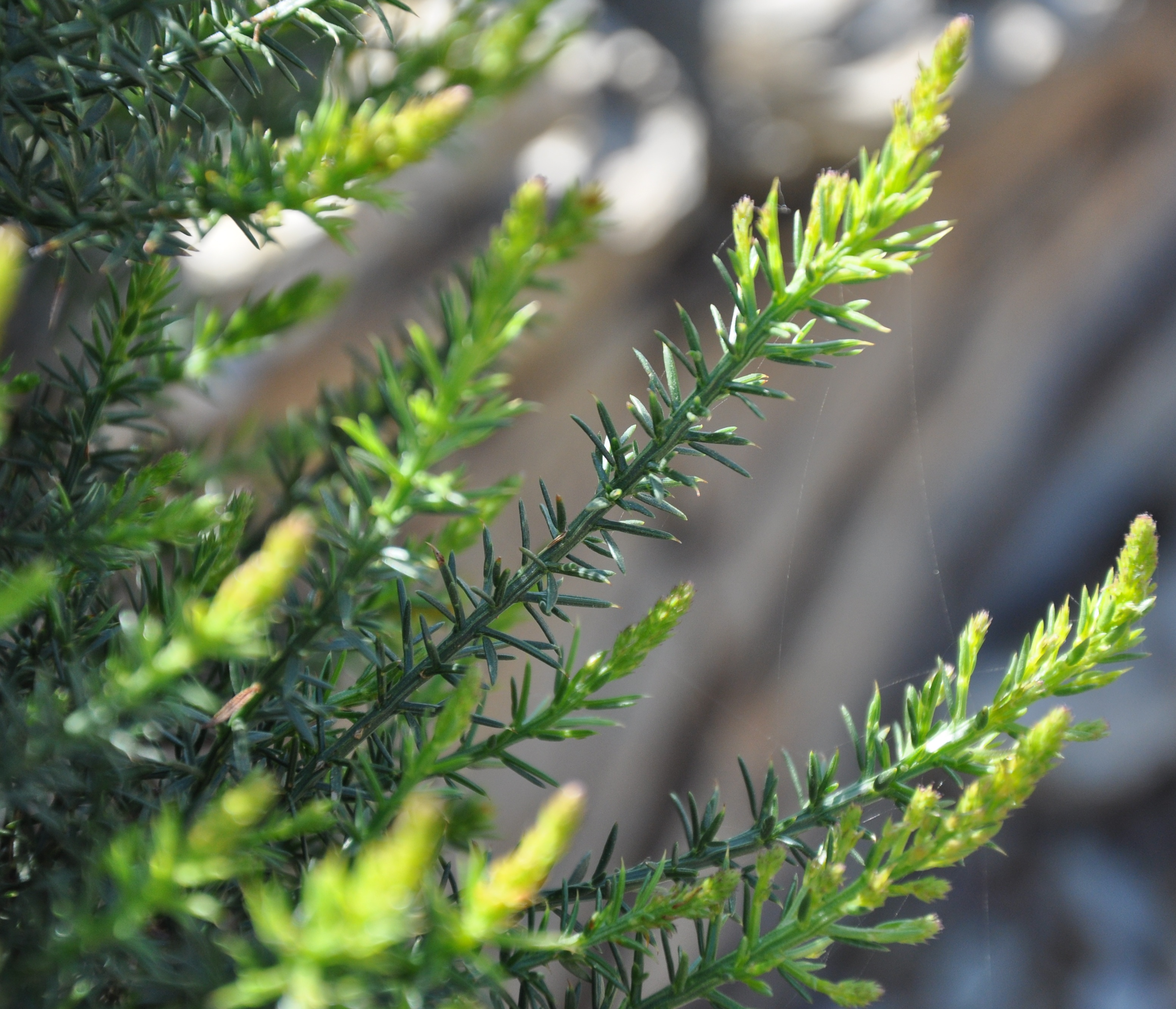